# 마독 압 우서르
마독(웨일스어: Madoc) 또는 마다욱 압 우서르(웨일스어: Madawg ap Uthyr)는 초기 아서왕 문헌에 등장하는 인물이다. 우서 벤드라곤의 아들이며 아르서르의 동생이고, 엘리울로드의 아버지다. 『탈리에신의 서』에 수록된 「마다욱의 죽음노래」에서 에로프(Erof)에게 죽었다고 하며 그 사실을 추모한다.